# Cerkev sv. Petra in Pavla, Veliko Tinje
Župnijska cerkev Sv. Petra in Pavla stoji v Velikem Tinju na Bistriškem Pohorju.
Prvič je bila omenjena leta 1251, ko je cerkev postala sedež duhovnije in je skupaj s Sv. Venčeslavom na Zgornji Ložnici prešla v sestav pražupnije Konjice. 
Tinjska cerkev je bila zasnovana kot romanska, konec 15. stol. je bila gotizirana, 1692 barokizirana in leta 1888 obnovljena in povečana kot jo vidomo danes.. 
Grof Jurič naj bi verjetno dal pozidati stranski oltar božjega groba, kjer je zdaj pod njegovimi temelji pokopan v stekleni krsti. Sezidal naj bi tudi Skrbinjekovo kapelo pod podružnično cerkvijo sv. Urha.
Cerkev je enoladijska s poligonalno oblikovanim prezbiterijem. Ladja je pravokotne oblike. Ob njeni ob južni fasadi in prezbiterijem stoji zvonik. Vhod v cerkev je z zahodne strani. Portal je pravokoten in kamnit, levo in desno sta polkrožni niši. Na južni steni ladje je pod streho ohranjena gotska freska sv. Krištofa. 
Danes je oprema baročna. Trije oltarji v cerkvi so iz Holzingerjeve delavnice iz let 1760 do 1770.
Ohranjenih je več izkopanin iz rimskega časa, saj je preko Tinja vodila rimska cesta. Ti ostanki, ki so vzidani v cerkveni in pokopališki zid so:
- nagrobnik Kalandine,
- marmorna plošča z reliefom tako imenovane noriške deklice,
- dva rimska kamna (verjetno del nagrobnika, kamen - pepelnica).

Najdbe so odkrili ob obnovi drenaž v letu 2007, ko so se pokazala tudi nova odkritja v zvezi s fazami gradnje in starosti.
- Cerkev sv. Petra in Pavla
- Notranjost
- Oltarna slika

## Vir
- KS Veliko Tinje
- Register nepremične kulturne dediščine